# Lothar Müller (Journalist)

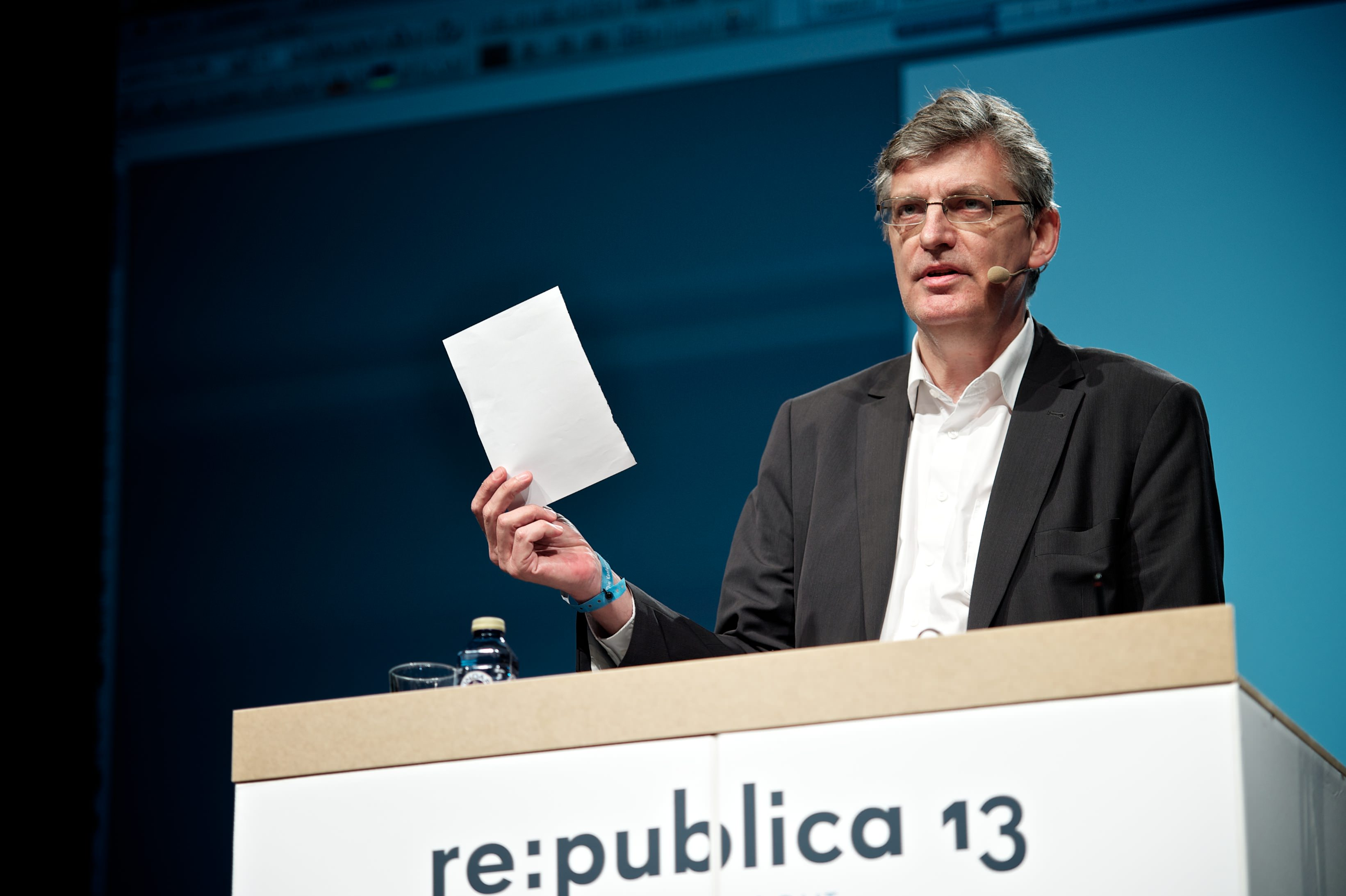
Lothar Müller (2013)

Lothar Müller (* 31. Oktober 1954 in Dortmund) ist ein deutscher Journalist, Literaturkritiker, Kultur- und Literaturwissenschaftler.

## Leben
Müller, Sohn eines Lehrers für Mathematik, Physik und Chemie, studierte Germanistik und Geschichte in Marburg und wurde mit einer Dissertationsschrift über Karl Philipp Moritz promoviert. Seit 1981 arbeitete er freiberuflich für Zeitungen und Rundfunkanstalten. Von 1997 bis 2001 war Müller Feuilleton-Redakteur der Frankfurter Allgemeinen Zeitung; danach wechselte er als Feuilleton-Redakteur zur Süddeutschen Zeitung mit Sitz in Berlin.
Von 1985 bis 1991 arbeitete er nebenberuflich als Dozent für Allgemeine und Vergleichende Literaturwissenschaft an der FU Berlin. Seit 2010 ist Müller auch Honorarprofessor an der Humboldt-Universität zu Berlin und seit 2006 im Vorstand der Bremer Rudolf-Alexander-Schröder-Stiftung und dort auch Vorsitzender der Jury des Bremer Literaturpreises. Seit 2021 ist er Mitglied der Deutschen Akademie für Sprache und Dichtung.

## Auszeichnungen
- 2000 Alfred-Kerr-Preis
- 2008 Johann-Heinrich-Merck-Preis für literarische Kritik und Essay
- 2013 Berliner Preis für Literaturkritik
- 2015 Antiquaria-Preis
- 2022 Heinrich-Mann-Preis[5] Die Laudatio von Jutta Person Wortfeldmagie mit Wiedergängern. Kleine Dämonologie für Lothar Müller erschien in Sinn und Form 1/2023, S. 123–127.

## Schriften (Auswahl)
- Die kranke Seele und das Licht der Erkenntnis. Karl Philipp Moritz’ Anton Reiser. Athenäum, Frankfurt am Main 1987, ISBN 3-610-08913-X.
- Rockmusik und Politik. (mit Peter Wicke). Christoph Links Verlag, Berlin 1996, ISBN 3-86153-096-1.[6]
- Das Karl Philipp Moritz-ABC. Anregung zur Sprach-, Denk- und Menschenkunde. Eichborn, Frankfurt am Main 2006, ISBN 3-8218-0777-6.
- Weiße Magie. Die Epoche des Papiers. Hanser, München 2012, ISBN 978-3-446-23911-1.
- Freuds Dinge. Der Diwan, die Apollokerzen und die Seele im technischen Zeitalter. Die Andere Bibliothek, Berlin 2019, ISBN 978-3-8477-0410-2 (410. Band der AB).
- Adrien Proust und sein Sohn Marcel. Beobachter der erkrankten Welt. Wagenbach, Berlin 2021, ISBN 978-3-8031-3703-6.